# Ingrid Falaise
 (mai 2019).
Si vous disposez d'ouvrages ou d'articles de référence ou si vous connaissez des sites web de qualité traitant du thème abordé ici, merci de compléter l'article en donnant les références utiles à sa vérifiabilité et en les liant à la section « Notes et références ».
 (mai 2019).
Ingrid Falaise, née le 10 mai 1981 à Montréal, est une actrice canadienne originaire du Québec,,.

## Biographie
Ingrid Falaise est comédienne et autrice.
Son premier récit Le Monstre est publié à la maison d'édition Libre Expression en 2015. Elle a ensuite écrit et porté le documentaire Face aux Monstres dans lequel dénonce les failles du système judiciaire en ce qui à trait à la violence conjugale.
En septembre 2017, elle publie son deuxième récit Le Monstre La Suite.
En 2021, elle signe respectivement l'idée originale ainsi que l'animation du documentaire Face aux monstres : La reconstruction, diffusé à Radio-Canada. Puis, elle signe le dernier volet de la trilogie : Face aux monstres : L'origine des M.
Ingrid Falaise présente la série documentaire Femme, Je te tue qui voit le jour à l'hiver 2022 avec Anémone Télé.

## Vie privée
Compagne de Cédrik Reinhardt, ils accueillent leur premier enfant, un garçon, en novembre 2017.

## Filmographie

### Cinéma
- 2004 : Elles étaient cinq de Ghyslaine Côté : Isa
- 2006 : Bon Cop, Bad Cop de Érik Canuel : Nancy
- 2007 : La Voisine de Pamela Gallant : Raphaëlle
- 2011 : Un minime 3 secondes, court métrage d'Alexandre Richard : Julie
- 2011 : Lilly, court métrage de Olaf Svenson : Monica
- 2012 : A Little Off the Top, court métrage d'Adam O'Brien : Ingrid Clifford
- 2013 : Discopath (en) de Renaud Gauthier : Mirielle Gervais

### Télévision

#### Téléfilms
- 2003 : Regards coupables de Louis Bélanger : Jeune amante

#### Séries télévisées
- 2003 : 450, chemin du Golf : Ingrid
- 2003 : Cauchemar d'amour : Séverine
- 2003 : Tribu.com : Ophélie
- 2004 : Les Bougon, c'est aussi ça la vie! : Caroline (saison 2, épisode 10)
- 2006-2010 : Virginie : Martine Larose
- 2009 : Providence : Déborah
- 2011 : Penthouse 5-0 : Animatrice de télé-réalité (saison 1, épisode 11)
- 2013-2014 : Mémoires Vives : Bénédicte Proulx (8 épisodes)
- 2016 : 30 vies : Josée
- Depuis 2021 : Une autre histoire : Solveig

#### Animation et documentaires
- 2019 : Notre premier flip !
- 2019 : Face aux monstres
- 2020 : Guerrières
- 2020 : FAM : La Reconstruction
- 2022 : Femme, je te tue[10]

## Publications
- Le Monstre (roman), Libre Expression, 7 octobre 2015, 344 p. (ISBN 276481089X et 9782764810897)
- Le Monstre : la suite (roman), Libre Expression, 25 septembre 2017, 400 p. (ISBN 9782764812297)